# هيرنان ميدينا كالديرون
هيرنان ميدينا كالديرون (بالإسبانية: Hernán Medina Calderón)‏ هو دراج كولومبي، ولد في 19 أغسطس 1937 في بلدية يارومال في كولومبيا.

## وصلات خارجية
- هيرنان ميدينا كالديرون على موقع أرشيف الدراجات (الإنجليزية)
- هيرنان ميدينا كالديرون على موقع إحصائيات الدراجات الإحترافية (الإنجليزية)
- هيرنان ميدينا كالديرون على موقع أوليمبيديا (الإنجليزية)